# Масленникова, Зоя Афанасьевна
Зоя Афанасьевна Масленникова (урождённая Власова; 3 октября 1923, Керчь — 9 февраля 2008) — скульптор, художник, поэт, писатель и переводчик. Сподвижница Александра Меня. Автор скульптурных портретов Бориса Пастернака и Анны Ахматовой, воспоминаний о Пастернаке и Мене.

## Биография
Родилась в семье военного врача. В начале Великой Отечественной войны была вместе с матерью эвакуирована в Куйбышев, где поступила на факультет иностранных языков в пединститут. В 1943 году была зачислена на военно-морской факультет Военного института. Демобилизовалась из армии в 1946 году, на следующий год получила диплом Московского пединститута иностранных языков.
После войны занималась скульптурой, писала стихи и прозу. В последние годы жизни Бориса Пастернака создала несколько его скульптурных портретов. В 1990 году она издала дневник о своих встречах с поэтом.
В конце 1960-х годов, после знакомства с отцом Александром Менем приняла православие. В своей автобиографии она писала: «Огромную роль в моей жизни сыграла встреча и двадцатитрёхлетняя дружба с отцом Александром Менем. В 1969 году я стала православной христианкой и всем, чем могла, помогала моему замечательному духовнику… Анонимно редактировала все его книги, выходившие полуподпольно в бельгийском издательстве «Жизнь с Богом», переводила зарубежную литературу, необходимую для его научной работы и для религиозного самиздата». Вместе с Александром Менем Зоя Масленникова перевела роман Грэма Грина «Сила и слава». Была редактором перевода «Жизни Иисуса» Франсуа Мориака.
Скончалась 9 февраля 2008 года, была похоронена 14 февраля на кладбище посёлка Новая Деревня Московской области. Отпевание было совершено в день похорон в храме Космы и Дамиана в Шубине в Москве.